# Station Rytel Wieś
Station Rytel Wieś is een spoorwegstation in de Poolse plaats Rytel.